# Ben Khlil
Ben Khlil (franska: Ben Khlil (CR), Ben Khlil (Commune Rurale), arabiska: اشبيكة) är en kommun i Marocko.   Den ligger i provinsen Tan-Tan och regionen Guelmim-Oued Noun, i den sydvästra delen av landet, 700 km sydväst om huvudstaden Rabat. Antalet invånare är 313.